# Новоникольский сельский совет (Луганская область)
Новоникольский сельский совет (укр. Новомикільська сільська рада) — входит в состав
Кременского района
Луганской области
Украины.

## Населённые пункты совета
- с. Новоникольское

## Адрес сельсовета
92910, Луганська обл., Кремінський р-н,
с. Новомикільське, вул. Леніна, 8; тел. 99-3-21 (укр.)